# راي هارفورد
راي هارفورد (بالإنجليزية: Ray Harford)‏؛ (مواليد 1 يونيو 1945 - الوفاة 9 أغسطس 2003) كان لاعب ومدرب كرة قدم إنجليزي كان يلعب كمدافع. لعب خلال مسيرته 347 مباراة سجل خلالها 16 هدفاً.

## مرحلة الشباب

### أندية لعب لها
- نادي تشارلتون أتلتيك لكرة القدم

## المسيرة الاحترافية

### أندية لعب لها
- نادي تشارلتون أتلتيك لكرة القدم
- بورت فايل
- كولتشستر يونايتد

## روابط خارجية
- راي هارفورد على موقع قاعدة بيانات كرة القدم.إي يو (الإنجليزية)
- راي هارفورد على موقع Soccerbase.com (لاعب) (الإنجليزية)
- راي هارفورد على موقع Soccerbase.com (مدرب) (الإنجليزية)
- راي هارفورد على موقع عالم كرة القدم.نت (الإنجليزية)